# Abe Saperstein
Abraham M. Saperstein (Londres, 4 de julho de 1902 - Chicago, 15 de março de 1966) foi um empresário esportivo anglo-americano, de origem judaica, que tornou-se notório por ter sido um dos criadores e proprietário e do Harlem Globetrotters.

## Morte
Morreu de ataque cardíaco em março de 1966 na cidade de Chicago, aos 63 anos de idade.